# 宮古市
宮古市（日语：／ Miyako shi */?）是位於日本岩手縣中部的城市，也是縣內面積最大的城市和本州最東端的城市，其總面積在日本全國的市町村中排名第11。轄區三面環山，東邊面向太平洋，閉伊川流經市中心並往東流，當地人口則多集中在宮古車站的周邊市區。市内的宮古港在江戶時代因為和江戶等地進行交易而發展成盛岡藩的重要港口，宮古市也因此發展成港口城市。當地的自然景觀相當豐富，市內擁有三陸復興國立公園、淨土濱和位於西部早池峰國定公園的早池峰山等自然景點。

## 地理

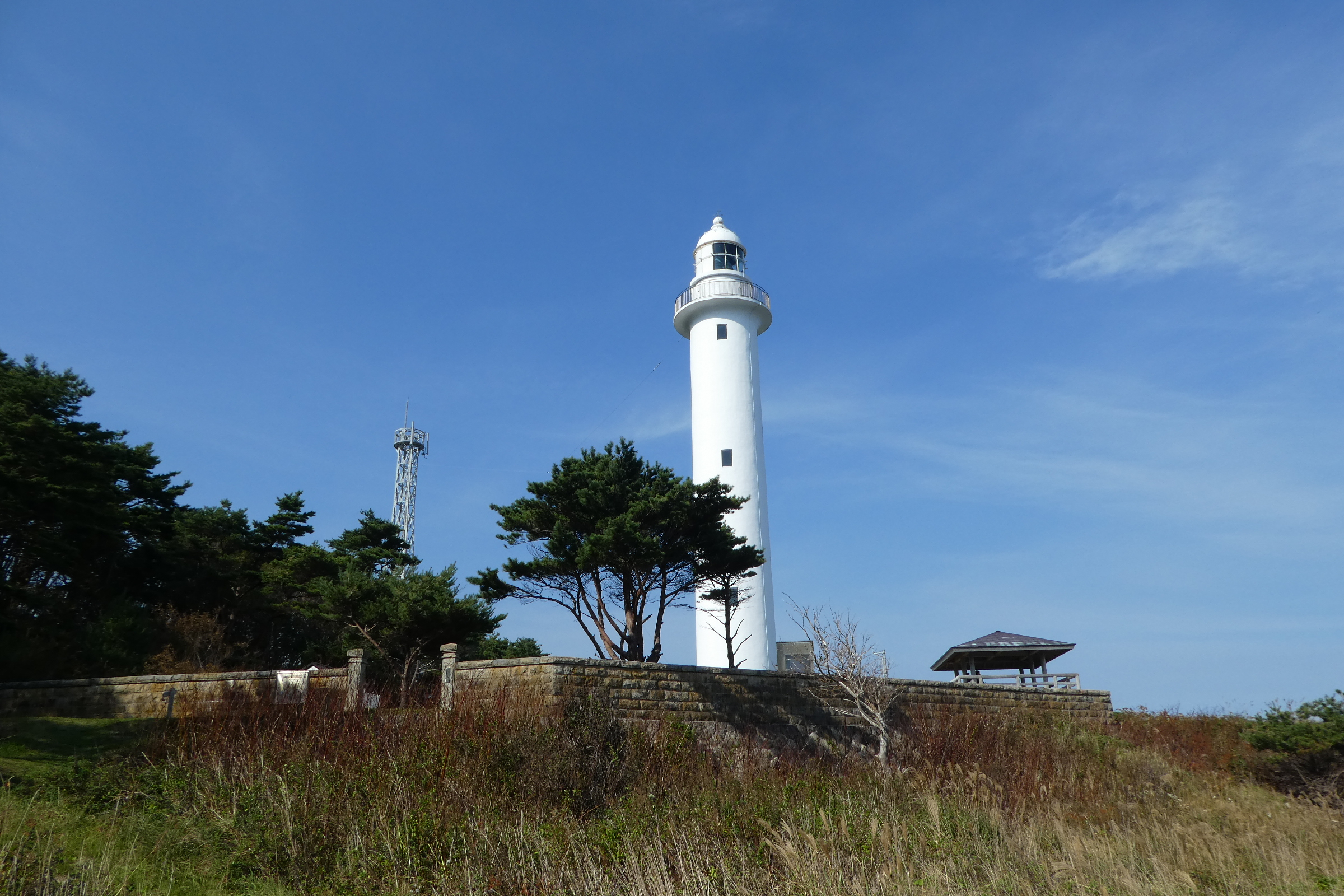
魹崎燈塔

宮古市的總面積約1259平方公里，佔岩手縣總面積的8.2%。轄區約91.8%的面積被森林覆蓋，1.6%的土地為農業用地。東部的沿海地區坐落著本州的最東端魹崎和淨土濱，西部坐落著北上山地的最高峰——海拔1917公尺的早池峰山和其他山岳。其中早池峰山與周邊山岳皆位於早池峰國定公園的範圍內，淨土濱在內的東部沿海地區則位於三陸復興國立公園的範圍內。而淨土濱則被指定為日本的名勝。發源於西部兜神明岳和岩神山的閉伊川往東流經宮古市，並在宮古港注入宮古灣。其支流小國川、刈屋川、長澤川、近内川等河也流經市內。

### 氣候
根據統計，1991年至2020年宮古市的年均溫為10.8℃，年均降雨量則為1370.9毫米。當地的沿海地區屬於太平洋側氣候，夏季容易受到挾帶涼冷潮濕空氣的東北風吹拂，但冬季較溫暖且降雪量較少。西部的山區地帶則屬於高原氣候，冬季的降雪量相當多。

## 歷史
根據宮古市內出土的遺跡與土器等文物顯示，當地自繩紋時代初期便有人類居住，轄區內的488處繩紋遺跡分佈在流經市內的河川流域和海階上。建久2年（1192年），源為朝的第三子閉伊賴基獲鎌倉幕府的許可統治宮古地區。文祿元年（1592年），第13代當主閉伊親光遭南部信直擊敗，宮古地區改由南部氏統治。
江戶時代，盛岡藩在宮古地區設置代官所。元和元年（1615年），岩手縣遭到地震引發的海嘯侵襲（慶長三陸地震）。當時盛岡藩初代藩主南部利直前往宮古視察遭海嘯侵襲後的地區，並將當地畫分成數個町進行都市計畫。寬永9年（1632年），宮古地區的新街區陸續落成。而同時代連接三陸海岸和江戶、關東等地的海運興起之後，宮古地區成為將當地貨物運往江戶的重要據點，宮古港也成為當時三陸海岸的主要港口之一。
明治22年（1889年），日本實施町村制，並將宮古村和浦鍬崎村改制成宮古町和浦鍬崎町。大正13年（1924年），浦鍬崎町併入宮古町。昭和16年（1941年），宮古町與山口村、千德村、磯雞村合併成宮古市。平成17年（2005年）6月6日，田老町和新里村併入宮古市。平成22年（2010年）1月1日，川井村和宮谷市合併成現今的宮古市。

東北地方太平洋近海地震中襲擊宮古市的海嘯

2011年3月11日的東北地方太平洋近海地震在宮古市引發震度5弱至5強的地震，並造成517人死亡和9088棟房屋受損，其中5968棟房屋在震災中全毀。當地的受損總額估計約2457億日圓。

## 行政
現任市長中村尚道於2025年6月在選舉中自動當選，其任期將持續至2029年7月；此次選舉也是宮古市時隔12年再度透過自動當選的方式選出市長。

## 經濟

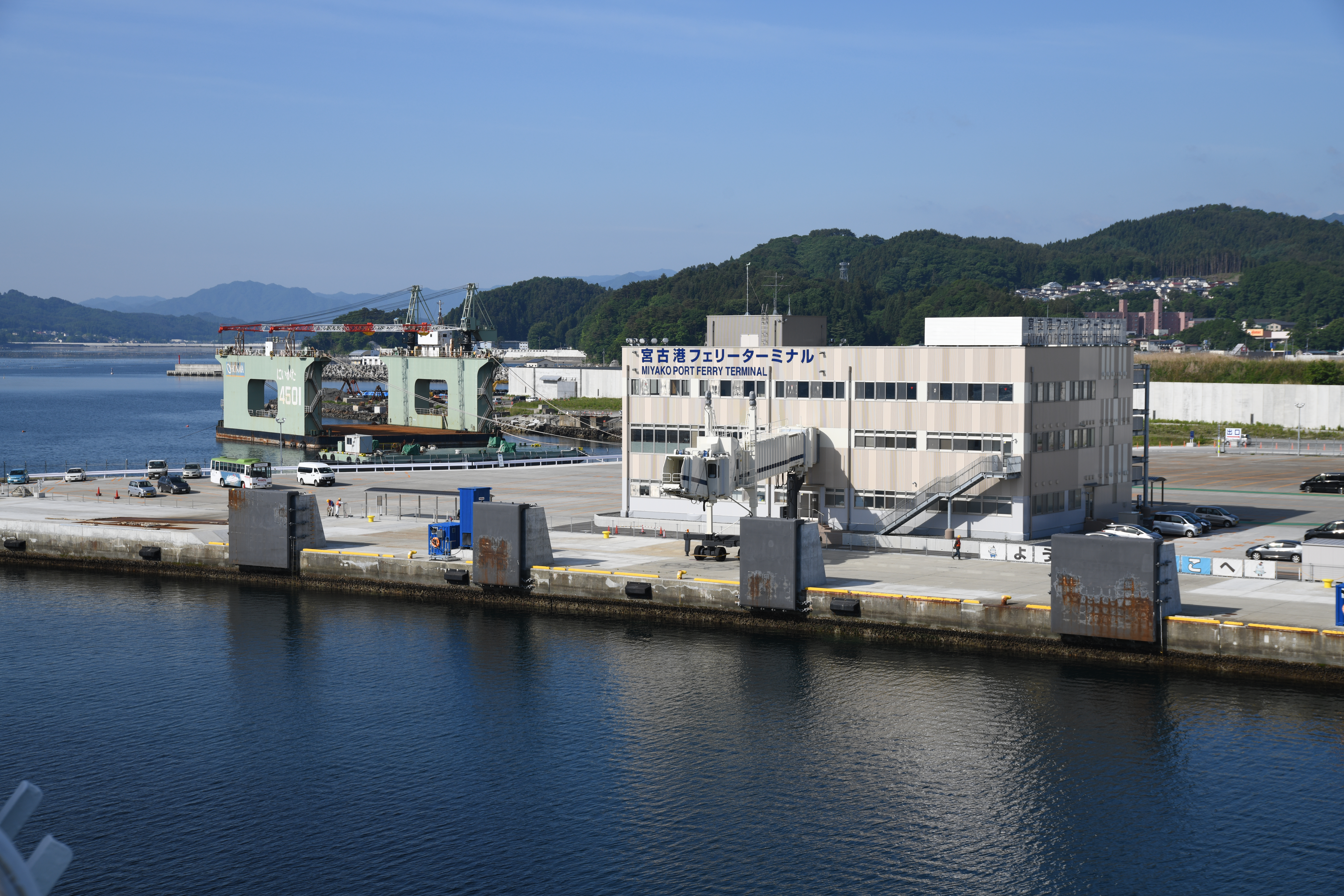
宮古港

根據日本2020年的國勢調查統計，宮古市的就業人口中有7.5%從事第一級產業，25.3%的就業人口從事第二級產業，其餘的67.1%則從事第三級產業。當地的農業以生產稻米、蔬菜、畜產等農產品為主，而當地的魚獲包括鮭魚、海膽、鮑魚、裙帶菜和大頭鱈等。宮古市的大頭鱈漁獲量在日本全國名列前茅，但近年來海水溫度上升使漁獲量大幅減少。而當地的水產加工業在東日本大震災後則受到販售通路減少、水產捕獲量減少等影響，而面臨營運上的困難。
宮古市的重工業在二戰前和二戰後相當盛行，但隨著產業轉型而逐漸衰落。1970年代，與電子連接器和製造用模具相關的企業開始入駐宮古市，並發展成當地製造業的主要產業之一。現今宮古市的製造品出貨總額中以電子連接器和模具為大宗，其電子連接器的出貨額約佔岩手縣總出貨額的70%。
由於宮古市内擁有淨土濱、早池峰山、三陸復興國立公園等自然景觀，因此當地也相當盛行觀光業。根據統計，2011年東日本大震災發生前，宮谷市每年約有150萬至200萬名遊客到訪。震災發生後當地的遊客數大幅度下滑，2019年原本恢復至189萬人次，但隔年即受到嚴重特殊傳染性肺炎疫情的影響，遊客數再度下滑。2022年宮古市的遊客人數為124萬人次。

## 教育
宮古市内共有13所小學校、11所中學校、4所高等學校和2所短期大學。根據2023年的統計，市內的小學校共有1913名學生，中等學校共有1004名學生，高等學校則共有1152名學生。

## 交通
連接盛岡市和宮古市的國道106號以東西向穿越轄區，為往返兩地的重要道路。國道45號和三陸沿岸道路以南北向穿越東部地區，國道340號則以南北向穿越市內的西部地區，其中三陸沿岸道路在市內共設置6個交流道。
鐵路方面，東日本旅客鐵道的山田線以東西向穿越宮古市，三陸鐵道的谷灣線則行經東部的沿海地區，其中宮古車站為上述2條鐵路共構的車站。山田線由東往西分別設置千德站、茂市站、陸中川井站、川內站、區界站等共11座車站，谷灣線則由北往南設置攝待站、新田老站、山口團地站、磯雞站、拂川站等共10座車站。

## 姐妹城市
宮古市與以下日本城市為友好姐妹城市:
| 城市     | 都道府縣 | 締結日期      |
| -------- | -------- | ------------- |
| 黑石市   | 青森縣   | 1966年4月1日  |
| 多良間村 | 沖繩縣   | 1996年2月6日  |
| 八幡平市 | 岩手縣   | 2006年11月3日 |
| 大仙市   | 秋田縣   | 2019年10月5日 |
| 神山町   | 德島縣   | 2000年10月9日 |

宮古市與以下國外城市為友好姐妹城市:
| 國家           | 城市                   | 締結日期      |
| -------------- | ---------------------- | ------------- |
| 菲律賓         | 拉特利尼達（本格特省） | 1992年8月7日  |
| 中华人民共和国 | 煙台市（山東省）       | 1994年7月19日 |

## 外部連結
- 宮古市（页面存档备份，存于）
- 宮古觀光協會